# Centromeria viridistigma
Centromeria viridistigma är en insektsart som först beskrevs av Kirby 1891.  Centromeria viridistigma ingår i släktet Centromeria och familjen Dictyopharidae. Inga underarter finns listade i Catalogue of Life.